# Milices palestiniennes
Le terme milices palestiniennes est un terme générique utilisé pour les groupes armés palestiniens actifs dans le conflit israélo-palestinien.

## Histoire

### Création
Les premières milices existaient depuis l'installations de colonies juives en Palestine.

## Principales milices
Le Hamas possèdent plusieurs milices appelées les Brigades al-Qassam. Un de leurs principaux objectifs est la création d'un État palestinien.
Dans les années 1970, les groupes de l’OLP se sont alliés à des milices de gauche et musulmanes qui ont combattu le Front libanais, une coalition de factions armées chrétiennes de droite soutenues par Israël.